# 도쿄 디즈니랜드
도쿄 디즈니랜드(영어: Tokyo Disneyland, 일본어: 東京ディズニーランド)는 일본 도쿄 근교의 지바현 우라야스시에 위치한 46만 5천 제곱미터 규모의 테마 파크이다. 미국 이외의 지역에서 건설된 첫 디즈니랜드로, 1983년 4월 15일 개장하였다. 월트 디즈니 이매지니어링이 캘리포니아의 디즈니랜드와 플로리다의 매직 킹덤과 같은 양식으로 건설한 공원이다. 주식회사 오리엔탈 랜드가 월트 디즈니 컴퍼니로부터 라이선스를 취득하여 있다. 공동 운영하는 도쿄 디즈니씨와 함께 유일하게 월트 디즈니 컴퍼니가 소유하지 않는 디즈니 공원이다.
도쿄 디즈니 랜드에는 각기 다른 테마로 나뉜 구역이 일곱 개 있고 그것들을 「테마랜드」라고 부른다. 각 테마랜드에 배치되는 어트랙션이나 물건 파는 상점, 음식점 및 장식류는 각 테마에 맞춰서 이미지가 통일되게 도모되고 있다. 원내의 시설은 어트랙션이외의 설비또한 모두 OCL직영이다. 파크 내에는 숍, 레스토랑, 서비스시설이 다수 존재한다.

## 입장료
원래는 성인 1명, 1데이 패스포트 기준으로 5,000엔 대였으나 입장료가 올라 현재는 성인 기준 7,400엔을 받는다.
| 티켓종류                            | 어른 (만 18세 이상) | 청소년(중 ∙ 고등학생) (만 12세∼17세) | 어린이(유아 ∙ 초등학생) (만 4세∼11세) |
| ----------------------------------- | ------------------- | ------------------------------------ | ------------------------------------- |
| 1데이 패스포트                      | ¥7,400              | ¥6400                                | ¥4,800                                |
| 시니어 패스포트 (만 60세 이상인 분) | ¥6,700              | -                                    | -                                     |
| 2데이 패스포트                      | ¥13,200             | ¥11600                               | ¥8600                                 |
| 3데이 매직패스포트                  | ¥17800              | ¥15500                               | ¥11500                                |
| 4데이 매직패스포트                  | ¥22400              | ¥19400                               | ¥14400                                |
| 스타라이트 패스포트                 | ¥5400               | ¥4700                                | ¥3,500                                |
| 애프터6 패스포트                    | ¥4200               | ¥4200                                | ¥4200                                 |
| 단체 패스포트                       | ¥5,600              | ¥4,800                               | ¥3,800                                |

### 연간 패스포트
| 티켓종류                    | 어른 만 18세 이상 청소년(중 ∙ 고등학생) 만 12세~17세 | 어린이 (유아 ∙ 초등학생) 만 4세~11세 | 시니어 만 60세 이상 |
| --------------------------- | ---------------------------------------------------- | ------------------------------------ | ------------------- |
| 2파크 연간패스포트          | ¥89000                                               | ¥56000                               | ¥75000              |
| 도쿄디즈니랜드 연간패스포트 | ¥61000                                               | ¥39000                               | ¥51000              |

## 캐릭터
디즈니의 주였던 캐릭터는 대부분 등장하지만, 그 안에서도 '빅5'(미국에서는 "FBA 6"나 "fabulous 6")로 불린 메인 캐릭터는 퍼레이드나 쇼 등에서도 거의 반드시 등장해서 별격의 대우를 받고 있다. 도쿄 디즈니랜드의 메인 캐릭터는 미키 마우스, 미니 마우스, 도널드 덕, 데이지 덕, 구피, 플루토가 있다.
또한, '칩과 데일'을 넣어서, '빅7'이라고도 불린다.(최근은 데이지 덕과 마리, 스티치와 클라리스를 넣어서, 빅10이나 빅11로 불린 경우도 있지만 공식적이지는 않다.)
도쿄 디즈니랜드 내에 있는 이 캐릭터들은 분명한 개성을 가진 캐릭터로서 취급된다. '미키는 미키'인 것이고, 누가 연기하고 있다는 것을 인식하지 못하게 하는 점을 철저히 하고 있다(캐릭터를 연기하는 캐스트는 'TDR로 캐릭터를 연기하고 있는(있던)사실을, 재직 중, 퇴사 후를 불문하고 외부의 사람에게는 흘리지 않는다'의 취지를 한 기밀유지계약을 OLC와 하지 않으면 안된다). 그러나, 1990년에 당시의 수상이었던 가이후 도시키가 내원했을 당시, 돌아갈 때에 '미키와 미니 안에 있는 사람들도 정말로 수고하셨습니다.'라고 연설해 홍보 캐스트들이 곤란하게 되었었다.

## 테마랜드
"테마랜드"에는 7개의 구역으로 나뉘어 있다.

### 월드바자
미국 20세기 초반의 전형적인 지방 도시와 같은 군락을 재현한 테마 랜드. 월트 디즈니의 출신지 마세린이 모델이다. TDL 이외에서는 '메인 스트리트 USA'로 불린다. 실직적인 어트랙션은 존재하지 않고, 은행(미쓰이 스미토모 은행 우라야스지점 도쿄 디즈니랜드 출장소)나 물건을 판매하는 가게들이 많다. 일본에서는 비가 많은 기후에 맞춰서, 아케이드 상점가와 같이 통로 전체를 '올 웨더 커버'라고 칭한 강화 유리제의 지붕으로 가리는 것으로, 전천후형 구역으로 구성되어 있다. (다른 디즈니파크와 테마랜드의 명칭이 다른 것은 이때문이기도 하다)

### 어드벤처랜드
미지의 세계를 탐험하거나, 해적이 있던 세계를 모험하거나 하는 것을 소재로 한 테마랜드. '캐리비안의 해적','정글 크루즈: 와일드 라이프 익스페디션','매력의 티키룸: 스티치 프레젠츠 "알로하 에 코모 마이!"'등, 미국 디즈니랜드에서도 역사 깊은 어트랙션의 이입이 많다. 또한, 월트 디즈니가 사랑했다고 여겨지는 로얄 스트리트도 어드벤처랜드에 있다.

### 웨스턴랜드
미국개척시대의 서부 군락을 재현한 테마랜드. 다른 디즈니랜드에서는'프론티어랜드'라고 불린다. '아메리카강'이라는 환상의 강이 부지의 대부분을 차지하며, 아메리카강의 중앙에는 산책형 시설 '톰소여 섬'이 있다. 아메리카강을 일주하는 '증기선 마크 트웨인호'나, 광산열차형의 롤러코스터 '빅 선더 마운틴', 극장형 어트랙션 '컨트리 베어 시어터' 등이 있다.

### 크리터 컨트리
디즈니영화『남부의 노래』를 소재로 '소동물들이 사는 고향'을 테마로 한 테마랜드. 1992년 10월 1일부터 공개되었다. 보트형 어트랙션 '스플래시 마운틴'과, 원내의 유일한 인력 어트랙션 '비버 브라더스의 카누탐험'이 있다.

### 판타지랜드
서양의 옛날 이야기를 테마로 한 테마랜드. 파크의 상징 '신데렐라성'은 여기에 존재한다. 『신데렐라』,『피노키오』,『백설공주』,『이상한 나라의 앨리스』등, 왕년의 디즈니 작품을 모티브로 한 어트랙션이 많다. 인기의 어트랙션 '잇츠 어 스몰월드'나 '헌티드맨션'도 이 판타지랜드에 위치한다..

### 툰타운
디즈니 애니메이션을 테마로 한 '미키와 친구들이 사는 동네'라는 설정의 테마랜드. 1996년 4월 15일(개원13주년)부터 공개되었다. 아이들을 동반한 가족단위를 대상으로 한 어트랙션이 많다. 미키마우스를 반드시 만날 수 있는 어트랙션 '미키의 집과 미트 미키'가 있다. 고단샤가 이 테마랜드 전체의 스폰서로 되어있다. 디즈니 캐릭터들이 운영하고 있는 가게나 왜건이 많다. 동네 전체가 개그로 흘러넘치고 있다.

### 투머로우랜드
인간의 달 착륙 이전의 추억이 그려진 SF의 세계를 토대로 '미래의 나라'를 테마로 한 테마랜드. '스페이스 마운틴'이나 '스타 투어즈: 더 어드벤처즈 컨티뉴'등의 어트랙션이나 '버즈 라이트이어의 애스트로 블래스터'와 같은 슈팅 어트랙션 등이 있다.
테마랜드 컨셉 상 어트랙션에는 이미 그 시점에서의 최신기술이나 테마가 요구되는 것부터, 기술이나 테마가 시대착오가 된 어트랙션의 교체가 가장 많은 테마랜드이다. 특히 투머로랜드에 있던 영상 어트랙션(현재 양방행 소통 어트랙션 '스티치 인카운터' 도입공사중)은 투자액이 적기는 하였으나, 인기의 지속이 어렵고 교체가 빠르다. 개원 당초부터 월트 디즈니월드에 있는 엡캇(EPCOT)과 대단히 닮은 컨셉을 지닌 장소이다.

## 같이 보기
- 도쿄 디즈니씨